# Iota2 Scorpii
Iota2 Scorpii ( ι2 Sco / ι2 Scorpii) è una stella della costellazione dello Scorpione. Si tratta di una supergigante bianca di magnitudine 4,81.

## Osservazione
Si individua nella parte sud-est dello Scorpione, quasi al confine con la costellazione della Corona Australe. Apparendo abbastanza debole a occhio nudo, la sua osservazione senza strumenti richiede un basso inquinamento luminoso.
Posta alla declinazione di 40°S, Iota2 Scorpii è una stella dell'emisfero australe. Nell'emisfero boreale essa non può essere osservata a nord del 50º parallelo, il che esclude buona parte del Canada e l'Europa settentrionale. Nelle zone temperate dell'emisfero boreale, essa comunque apparirà molto bassa sull'orizzonte. Le possibilità di osservazione in questo emisfero migliorano se ci si sposta nella zona tropicale. Diventa circumpolare solo alle latitudini più meridionali del 50°S, cioè solo nelle estreme regioni meridionali del Sudamerica e nel continente antartico.
Visivamente appare molto vicina (solo un quarto di grado) a Iota1 Scorpii, una stella di magnitudine 3,02. Sebbene le due stelle siano fisicamente simili (sono entrambe supergiganti appartenenti a classi spettrali intermedie), esse non sono legate fra loro: Iota2 Scorpii è infatti distante circa il doppio dalla Terra rispetto a Iota1 Scorpii.

## Caratteristiche
Iota2 Scorpii è classificata come stella di tipo A2Ib: si tratta quindi di una stella supergigante di colore bianco, conferitole dalla temperatura superficiale di 8.800 K. Le misure compiute mediante il telescopio spaziale Hipparcos pongono questo astro a 3.700 anni luce di distanza. Dalla distanza e dalla luminosità apparente è possibile ricavare la luminosità assoluta dell'astro che, dopo una correzione di 0,6 magnitudini, dovuta all'assorbimento della polvere interstellare, risulta essere 21.000 L☉, che è più o meno quella che ci si aspetterebbe da una stella di questa classe. Dalla temperatura e dalla luminosità assoluta si ricava il raggio che risulta essere 60 volte quello del Sole. La velocità di rotazione minima calcolata di Iota2 Scorpii è 35 km/s (la velocità di rotazione effettiva dipende dall'inclinazione dall'asse di rotazione, che non è conosciuta), il che significa che, dato il suo raggio, la stella impiega almeno 80 giorni per compiere una rotazione su se stessa.
La teoria dell'evoluzione stellare predice che la stella abbia una massa pari a 12 M☉. Il suo destino finale è incerto e dipende da quanta massa perderà ancora a causa del vento stellare: essa potrebbe esplodere in una supernova di tipo II oppure, se la perdita dovesse essere elevata, in una nana bianca all'ossigeno-neon-magnesio. Attualmente l'astro sta perdendo ogni anno una massa pari a 2 × 10-9 M☉, un valore 2000 volte superiore a quello dovuto alla perdita di massa del Sole a causa del vento solare, ma comunque abbastanza basso vista la classe stellare a cui Iota2 Scorpii appartiene.

## Possibile compagna
A mezzo minuto d'arco da Iota2 Scorpii giace una debole stella di 11ª magnitudine. Non è ancora chiaro se i due astri siano legati gravitazionalmente.